# Georges Gaillard
|  | Aquest article tracta sobre l'historiador de l'art. Vegeu-ne altres significats a «Georges Gaillard (desambiguació)». |

Georges Gaillard (Delfinat, 1900 - Calvi, 1967) fou un historiador de l'art medievalista francès.
Gaillard fou professor a l'Institut francès de Barcelona i a la Universitat de Lille. Fou el successor d'Élie Lambert a la Sorbona. Fou especialista en escultura i arquitectura romàniques i publicà alguns treballs de tema català i hispànic en general.
Des de 1948 fou membre corresponent de la Secció Històrico-Arqueològica de l'Institut d'Estudis Catalans i, des de 1960, de l'Acadèmia de Bones Lletres de Barcelona.